# Asediu
Asediul este o acțiune militară asupra unui oraș (sau unui castel), cu intenția de a-l ocupa prin forță, de cele mai multe ori fiind acompaniat de un asalt și de utilizarea artileriei. În Evul Mediu asediul era una dintre principalele tactici militare utilizate în război. Cu timpul dezvoltării tehnicii militare, de exemplu dotarea cu tunuri de calibru mai mare, se reduce importanța strategică a zidurilor cetăților. Acest cuvânt derivă din latină: sedere, în traducere directă „a sta” sau „a se așeza”.

## Tehnica de asediere medievală
Printre construcțiile sau armele folosite la asediu se pot aminti:
- Berbecul
- Catapulta
- Balista
- Turnul de asediu
- Scările
- arcul și arbaleta
- Artileria - tunuri și mortiere